# Río Grey (Nueva Zelanda)
El río Grey / Māwheranui, está localizado en el noroeste de la Isla Sur de Nueva Zelanda. Nace en el lago Christabel, uno de los numerosos lagos pequeños en el lado occidental de los Alpes del Sur, 12 kilómetros al suroeste del paso Lewis, y corre hacia el oeste por 120 kilómetros antes de desembocar en el mar de Tasmania en Greymouth. 
Thomas Brunner, quién exploró el área a finales de los años 1840s, nombró el río en honor de  George Grey, quién fue Gobernador general de Nueva Zelanda de 1845 a 1854. La ley de liquidación de reclamaciones de Ngāi Tahu de 1998 cambió el nombre oficial del río a Río Grey / Māwheranui en 1998. El nombre maorí para el sistema fluvial y el área circundante es Māwhera, distinguiéndose Māwheranui del brazo norteño Pequeño Río Grey / Māwheraiti
El Ministerio de Cultura y Patrimonio de Nueva Zelanda traduce Māwheranui como "ancho y extenso (desembocadura de río)".
Numerosos ríos pequeños son afluentes del Grey, y muchos de ellos también lagos de desagüe. Destacan entre estos el río Ahaura y el río Arnold, el último de los cuales es la salida del lago Brunner, el lago más grande en el noroeste de la Isla Sur. Unas pequeñas plantas hidroeléctricas se encuentran a 25 kilómetros río arriba de la desembocadura.
La desembocadura del río Grey está protegida por un banco de arena, el banco Greymouth, el cual es un peligro notorio para la navegación.
Las aguas residuales no tratadas se vierten en el río Grey tras las fuertes lluvias. Históricamente, las aguas residuales y pluviales de Greymouth, Cobden y Blaketown se vertían sin tratamiento directamente al río Grey. Los cambios en los esquemas de aguas residuales del Consejo del Distrito de Grey prevén la separación y el tratamiento de las aguas residuales, excepto durante los periodos de grandes lluvias, como la primavera, cuando se supera la capacidad de tratamiento de las aguas residuales.